# Alice Bernard
 (novembre 2019).
Alice Bernard, née le 8 août 1961, est une travailleuse sociale et femme politique belge du Parti du travail de Belgique.

## Biographie
Alice Bernard est assistante sociale.
Aux élections communales de 2018, elle est élue conseillère communale PTB de Seraing. 
Aux élections régionales de 2019, elle est élue députée au Parlement Wallon et au Parlement de la Fédération Wallonie-Bruxelles pour la circonscription de Liège. Elle devient chef de groupe PTB au Parlement de la Fédération Wallonie-Bruxelles.
Elle est réélue députée au Parlement wallon après les élections régionales de 2024. Elle est désignée sénatrice par le Parlement de la Communauté française pour la législature 2024-2029 et prête serment le 18 juillet 2024. Au Sénat, elle prend la tête du groupe du PTB-PVDA.